# Erftaue und Streuobstwiesen westlich Weilerswist
Koordinaten: 50° 45′ 11″ N, 6° 49′ 58″ O

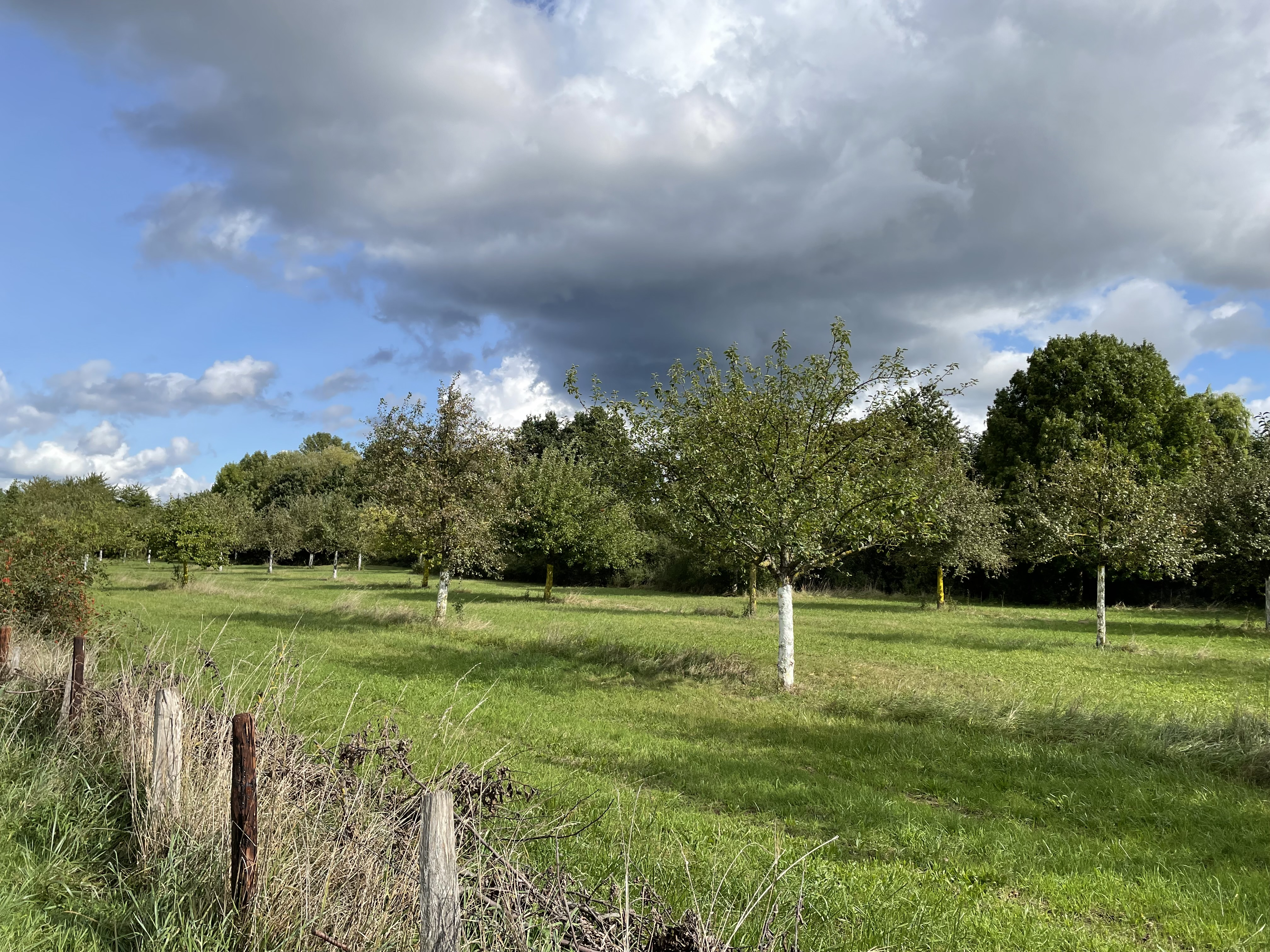
Erftaue und Streuobstwiesen westlich Weilerswist

Das Naturschutzgebiet Erftaue und Streuobstwiesen westlich Weilerswist liegt auf dem Gebiet der Gemeinde Weilerswist im Kreis Euskirchen in Nordrhein-Westfalen.

## Lage
Das Naturschutzgebiet besteht aus zwei Teilflächen und umfasst in Summe eine Fläche von 22,70 Hektar (ha), die 2003 unter Schutz gestellt wurde. Sie liegen westlich des Gemeindezentrums und werden im Norden von der Bachstraße, im Westen und Süden von der Landstraße 163 sowie im Osten vom Weilerswister Mühlenbach begrenzt. Die Erft fließt von Süden kommend in nördlicher Richtung durch das Schutzgebiet.

## Beschreibung
Das Naturschutzgebiet besteht aus zwei schutzwürdigen Biotopen: der Erftaue südwestlich Weilerswist mit der Kennung BK-5206-070 und der Erftaue westlich Weilerswist mit der Kennung BK-5206-071. Sie liegen beide in der Erftaue zwischen Kleinvernich und Weilerswist, die intensiv ackerbaulich genutzt wird. Im Bereich der Erftaue südwestlich Weilerswist dominiert vorwiegend intensiv beweidetes Grünland; am Ufer der Erft gedeihen vorwiegend Baumweiden und Erlen. Vereinzelt sind auch Kopfweiden anzutreffen, die jedoch nicht mehr genutzt werden. Im südwestlichen Bereich des Schutzgebietes liegen weitere Weiden sowie eine Streuobstwiese mit altem Baumbestand. Im Bereich der Erftaue westlich Weilerswist bemängelt das LANUV eine starke Ausräumung, die mit einem Verlust wertvoller Grünflächen einherging. Die für eine Erftaue ökologisch wertvollen Überflutungen wurden durch den Bau eines Dammes bei Horchheim unterbunden, so dass ein geregelter Abfluss entstand. Der natürliche Uferbewuchs ist zerstört; eine durchgeführte Ersatzbepflanzung zum Zeitpunkt der Begutachtung noch nicht ausreichend herangewachsen.

## Biotopen und Flora
Der Ackerboden nimmt mit 54,63 ha Fläche den größten Anteil am Biotop ein. Es folgen 20,38 ha Fettweide, eine 13,99 ha große Obstanlage sowie weitere Flächen: Ufergehölz (5,60 ha), Erlen-Ufergehölz (2,87 ha), Tieflandbach (5,20 ha) und Graben (1,40 ha).
Im Gebiet wurden unter anderem folgende Pflanzen nachgewiesen: Bittersüßer Nachtschatten,
Blauroter Hartriegel, Bruch-Weide, Drüsiges Springkraut, Echte Zaunwinde, Echtes Johanniskraut, Echtes Mädesüß, Eingriffeliger Weißdorn, Gemeine Esche, Geflügelte Braunwurz, Scharfer Hahnenfuß, Schwarz-Erle, Schwarzer Holunder, Schöllkraut, Stiel-Eiche, Sumpf-Ziest, Süßkirsche, Taumel-Kälberkropf, Viersamige Wicke und der Wasserdost.

## Schutzziel, Gefährdungen und Maßnahmen
Die Flächen wurden unter Schutz gestellt, um die verbliebenen Grünlandrelikte in der ansonsten umgebrochenen Erftaue als Trittsteinbiotop und als Verbundfläche im regionalen Biotopverbund zu erhalten. Das LANUV sieht Gefahren für die Fläche durch die Beseitigung alter Bäume, durch den Einsatz von Bioziden und durch Düngung sowie durch Entwässerung und Wasserentnahme. Als weitere Gefahren werden eine Eutrophierung, der Gewässerausbau und eine Grundwasserabsenkung gesehen. Es schlägt daher unter anderem vor, die Düngung zu beschränken, Grünland anzulegen oder wiederherzustellen und eine Obstbaumpflege zu betreiben. Neben einer weiteren Eutrophierung sollten auch die Biotope wiederhergestellt werden.

## Nutzung
Der Streuobstgürtel um Weilerswist ist historisch gewachsen. Im Zeitalter der Industrialisierung nahmen die Obstimporte zu, die Landwirtschaft wurde intensiviert und drängte das Zweitnutzungssystem der Streuobstwiesen als Weide und Obstanbaufläche zurück. Laut Experten ist die Fläche ein „kulturlandschaftliches Relikt und ökologischer Rückzugsraum für Tier- und Pflanzenarten“.
Im Jahr 2024 kümmern sich regionale Interessensgruppen um die Pflege des Kulturguts. Dazu wurde bereits 2014 ein Themenweg zum Thema Streuobstwiese eingerichtet. Auf zahlreichen Informationstafeln wird das artenreiche und ökologisch wertvolle Gebiet erläutert. Der Weg wurde barrierefrei gestaltet und führt am Altbestand der Obstbäume entlang.